# Chantal Pattyn
Chantal Pattyn (Sint-Eloois-Winkel, 2 mei 1968) is netmanager en presentator van de Belgische radiozender Klara en een voormalig radiopresentatrice van Studio Brussel en televisiepresentatrice van het TV1-programma De zevende dag.
Ze volgde een universitaire opleiding kunstgeschiedenis en oudheidkunde aan de Rijksuniversiteit Gent en begon reeds als studente bij Studio Brussel. Update en BasSta! zijn programma's die geschiedenis schreven in de annalen van de toen nog jonge radiozender. Als icoon van de zender presenteerde ze nog samen met Luc Janssen meerdere jaren het festival Pukkelpop. Frituur Victoria, De Maxx en in 2000 op zondagavond de uitzendingen van de opnames van het cultuurspektakel met schrijvers en musici, De Nachten vervolledigen haar Studio Brussel-carrière.
Pattyn presenteerde van 1998 tot 1999 samen met Ivan De Vadder elke zondagochtend het politieke praatprogramma De zevende dag op de eerste televisiezender van de VRT. Daarvoor presenteerde ze voor Canvas Histories.
Voor Klara presenteerde ze van 2000 tot 2005 exact duizend maal een dagelijks middagprogramma, Alinea, waarin schrijvers en kunstenaars werden geïnterviewd. Daarna werd ze netmanager van Klara.
Voor het VPRO-radioprogramma De Ochtenden presenteerde ze in 2008 om de drie weken een bijdrage in de rubriek Horen & Zien. Voor DSM maakte ze de reeks 'Chez Henri'. Ze maakte interviews met Luc Tuymans, Dirk Braeckman, Paul Robbrecht en Hans Op de Beeck voor het Canvas-programma Goudvis. Zij is lid van de raad van bestuur van Bl!ndman en voorzitter van de raad van bestuur van het Kaaitheater.
Pattyn werd in september 2013 presentatrice van het kunstprogramma Pompidou op Klara.
In 2016 werd ze manager Cultuur bij de VRT. Eind 2018 nam ze ontslag uit die functie om zich volop op Klara te kunnen richten.
Pattyn is moeder van een zoon.

## Carrière
- 1990-2000 (Studio Brussel): Imago, Kilimanjaro, Memphis, Update, BaSsta, Globo, Open Doek en daarna Frituur Victoria, Club Brussel, De Maxx en De Nachten.
- 1998-1999: De zevende dag (TV1)
- 2000-2005: Alinea (Klara)
- 2005-2007: adjunct-nethoofd Klara en cultuurcoördinator
- 2007-nu: netmanager Klara
- 2016-2018: manager Cultuur VRT